# Byronosaurus
Byronosaurus (лат.) — род тероподных динозавров из семейства троодонтид из позднего мела Монголии. Типовым и единственным видом является Byronosaurus jaffei.

## История находки и название
В 1993 году Майкл Новачек, участник экспедиции Американского музея естественной истории в Монголию, обнаружил скелет небольшого теропода в Ухаа Толгод. В 1994—1995 годах скелет был извлечён из породы. Эта находка была освещена в публикации в 1994 году.
В 2000 году Марк Норелл, Питер Маковицки и Джеймс Кларк назвали и описали типовой вид Byronosaurus jaffei. Видовое название в целом дано в честь Байрона Джаффе, «в знак признания поддержки его семьи для Монгольской академии наук и палеонтологических экспедиций Американского музея естественной истории».
Голотип IGM 100/983 был найден в стратиграфическом горизонте формации Джадохта, который датируется верхним кампаном. Образец состоит из частичного скелета с черепом. Паратип IGM 100/984 — фрагменты черепа, найденные в 1996 году, от которого остался только кончик челюстей. Оба экземпляра принадлежали взрослым особям.
В 2003 году скелет был описан детально.
В 2009 году к Byronosaurus были отнесены две передние части черепов и нижние челюсти очень молодых, возможно, только что вылупившихся, особей. Первоначально они были идентифицированы как принадлежавшие велоцирапторам.

## Описание
Byronosaurus причисляют к троодонтидам — группе мелких птицеподобных изящных манирапторов. Все известные троодонтиды обладают уникальными особенностями строения черепа, такими, как близко расположенные зубы в нижней челюсти и большое количество зубов в целом. У троодонтид были серповидные когти на задних лапах и цепкие передние конечности, а также один из самых высоких коэффициентов энцефализации среди нептичьих динозавров, что указывает на высокий интеллект и острые чувства. Byronosaurus является одним из немногих троодонтид, не имеющих пилообразной насечки на зубах, как и его ближайший родственник Xixiasaurus. Byronosaurus был 1,5 метра в длину и 0,5 метра в высоту, его масса составляла примерно 4 килограмма. Череп голотипа имеет длину 23 сантиметра. Кости черепа пневматизированы, с пазухой в каждой части верхней челюсти.

### Черепа птенцов

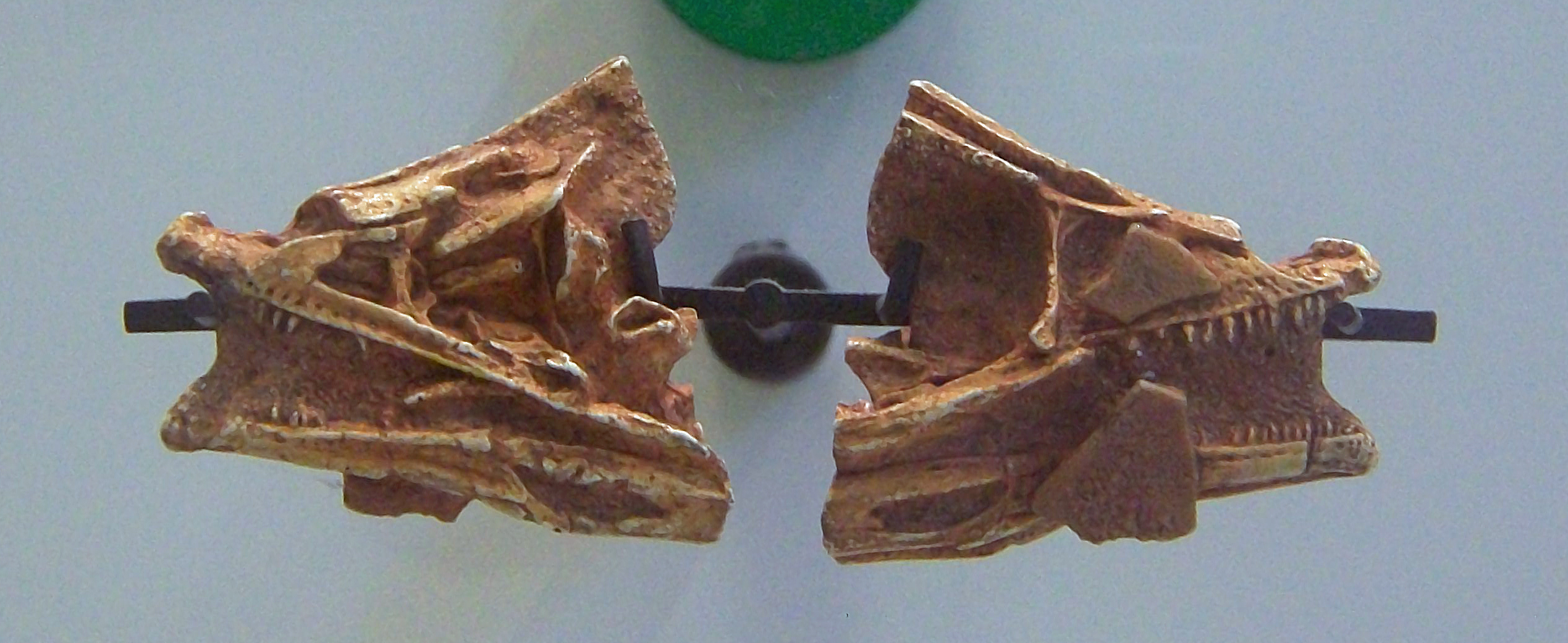
Образец IGM 100/972 в Американском музее естественной истории

В 1994 году Марк Норелл и его коллеги описали двух детёнышей — вылупившихся или почти вылупившихся — Byronosaurus (образцы IGM 100/972 и IGM 100/974). Эти два образца были найдены в гнезде овирапторида из позднемелового горизонта Флэминг Клиффс, формация Джадохта, Монголия. Само гнездо однозначно принадлежало овирапториду, поскольку в одном яйце сохранился эмбрион овирапторида. Изначально Норелл и его коллеги описали два черепа как принадлежавшие дромеозавриду, однако позднее причислили его к Byronosaurus. К фрагментам черепов прилипли остатки яичной скорлупы, хотя, похоже, это скорлупа яиц овирапторид. Наличие остатков Byronosaurus в гнезде овирапторид является загадкой. Гипотез, объясняющих, как они там появились, несколько: либо птенцы стали жертвой взрослого овирапторида, либо Byronosaurus пытались охотиться на птенцов овирапторид, либо взрослый Byronosaurus отложил яйца в гнезде Citipati osmolskae.